# آرثر إس. جولدسميث
آرثر إس. جولدسميث (بالإنجليزية: Arthur S. Goldsmith)‏ هو لاعب الجسر ‏ أمريكي، ولد في 26 فبراير 1909 في ليندهرست في الولايات المتحدة، وتوفي في 3 فبراير 1995.